# Edmund Randolph
Edmund Randolph (n. 10 august 1753 - d. 12 septembrie 1813) a fost un politician american, Secretar de Stat al Statelor Unite între 1794 și 1795.